# Умудова, Айсель Шамсаддин кызы
Айсель Умудова (полное имя: Айсель Шамсаддин кызы Умудова; (азерб. Aysel Şəmsəddin qızı Umudova) 1 августа 1992 года, Баку, Азербайджан)  — азербайджанская журналистка, активистка прав женщин и политическая заключённая; с 2015 года работает журналистом-репортером в Meydan TV.
6 декабря 2024 года была арестована в рамках уголовного дела, возбужденного против журналистов Meydan TV. Айсель Умудова и еще шесть журналистов, арестованных по делу, были обвинены по статье 206.3.2 Уголовного кодекса (контрабанда, совершённая группой лиц по предварительному сговору).
В настоящее время она содержится в Бакинском следственном изоляторе Пенитенциарной службы Министерства юстиции.

## Ранее годы и журналистская деятельность
Айсель Умудова родилась 1 августа 1992 года в Баку. В 1998 году поступила в первый класс Бакинского лицея имени Ататюрка.
В 2014 году окончила Бакинскую школу журналистики (BJM).
С 2015 года работает журналистом-репортером в Meydan TV. В 2021 году она была ведущим программы Yaxın Planda, которая выходила в Meydan TV. В ходе профессиональной деятельности она неоднократно подвергалась задержаниям, сопротивлению со стороны полиции и жестокому обращению.
Айсель Умудова ежегодна участвовала в феминистских акциях, проходивших 8 марта, требуя от правительства Азербайджана присоединиться к Стамбульской конвенции, целью которой является обеспечение равных прав мужчин и женщин в сфере труда и образования, а также борьба с насилием в отношении женщин. Она принимала активное участие в организации и озвучила резолюций акций. В 2020 и 2021 году она была задержана полицией во время акции протеста и доставлен в отделение полиции.

## Арест и суд (2024)
Айсель Умудова и еще шесть журналистов — главный редактор Meydan TV Айнур Эльгюнеш, журналисты и репортеры Айтадж Тапдыг, Хаяла Агаева, Натиг Джавадлы, журналист-фрилансер Рамин Деко, а также заместитель директора Бакинский школы журналистики (BJM) Ульви Тахиров были арестованы 6 декабря 2024 года в Главном управлении полиции города Баку в рамках уголовного дела, возбужденного против Meydan TV. В отношении каждого из них было предъявлено обвинение по статье 206.3.2 Уголовного кодекса (контрабанда, совершённая группой лиц по предварительному сговору). Адвокат Агиль Лаидж сообщил, что его подзащитную Айсель Умудову привлекли в качестве подозреваемой: "Айсель проходит подозреваемой по общему делу о "контрабанде". Однако, какие ей деяния инкриминируется - не ясно. В течение 48 часов ей либо предъявят обвинение, либо ей должны отпустить", - сказал адвокат. Он отметил, что Умудова не жаловалась на какое-либо физическое или психологическое давление. "Однако у Айсель повысилось давление, и ей вызывали скорую помощь. После оказания медицинской помощи ее состояние нормализовалось", - отметил Лаидж.
8 декабря было рассмотрено представление следственного органа о выборе меры пресечения в отношении Айселя Умудова. В Хатайском районном суде под председательством судьи Сюльханы Гаджиевой рассмотрены представления по делу о меры пресечение в виде ареста. Представлении следственного органа были обеспечены, и в отношении каждого из задержанных, включая Айсель Айсель Умудову, была избрана мера пресечения в виде ареста сроком на 4 месяца. Она отрицала обвинение и связала арест с журналисткой деятельностью. Адвокат Умудовой Агиль Лаидж указал, что обоснование обвинения непонятно ни его подзащитной, ни ему самому. "Когда она выезжала за рубеж на учебу или по другим личным обстоятельствам, она каждый раз в аэропорту представляла таможенные декларации, даже несмотря на то, что у нее не было вещей, подлежащих декларации. Однако она делала это с учетом рисков ее деятельности журналиста, работающего в альтернативном медиа. Поэтому неясно, о какой "контрабанде" речь идет", - сказал адвокат. По его оценке, самочувствие у Умудовой "неважное". "Ей и после задержания вызывали в Бакинскую полицию скорую". И вчера [7 декабря] ей в ИВС Хатаинского района вызывали скорую. И сегодня она плохо чувствовала себя", - сказал адвокат, добавив, что решение об аресте будет обжаловано.

## Международное внимание
Задержание журналистов Meydan TV подверглось резкой критике. Влиятельные международные организации обратились к властям Азербайджана с призывом освободить журналистов. Лидеры оппозиционных партий Азербайджана — Партии народного фронта Азербайджана (AXCP), партии «Мусават» и партии «Республиканская альтернатива» (REAL), а также Национального совета демократических сил — выступили с заявлениями, в которых осудили арест журналистов Meydan TV.
Международная правозащитная организация Amnesty International осудила аресты журналистов Meydan TV. "Мы осуждаем последние аресты и призываем азербайджанские власти немедленно освободить журналистов и сотрудников СМИ. Мы опасались репрессий после COP29 и теперь призываем государства-участники конференции ООН отреагировать на продолжающиеся преследования в Азербайджане, стране, которая всё ещё занимает пост председателя COP29", - говорится в заявлении организации. Недавние аресты независимых журналистов, включая сотрудников Meydan TV, являются частью репрессий, которые начались год назад и направлены на подавление независимых критических голосов, подчеркнул Amnesty International.
Организация в защиту прессы «Репортеры без границ» также осудила аресты сотрудников Meydan TV. В сообщении на аккаунте RSF на платформе X сказано: «Репортеры без границ» осуждают эти новые аресты и призывают немедленно освободить их и 13 других журналистов, содержащихся в позорных условиях по надуманным обвинениям».
Базирующийся в Нью-Йорке Комитета по защите журналистов (CPJ) осудил задержание сотрудников Meydan TV. «Власти Азербайджана должны немедленно освободить Натика Джавадлы, Хаялу Агаеву, Айтадж Тапдыг, Айнур Эльгюнеш, Айсель Умудову и Рамина Деко, а также более десятка других ведущих журналистов, арестованных по аналогичным обвинениям в последние месяцы, и прекратить беспрецедентное нападение на независимую прессу», - подчеркнул CPJ.
Международная правозащитная организация Article 19 также осудила аресты журналистов. "Спустя несколько недель после климатического саммита в Баку были задержаны по меньшей мере 7 журналистов – большинство из них из Meydan TV. Репрессии – это новое напоминание о том, что Азербайджан не терпит критики и инакомыслия. Мы должны продолжать бороться с давлением на свободу прессы", - говорится в публикации на аккаунте организации в социальной сети X.
Правозащитная организация Freedom Now тоже присоединилась к требованиям прекратить давление на независимую прессу в Азербайджане «Азербайджан продолжает жестко преследовать независимых журналистов. Последним актом репрессий стало задержание пяти журналистов телеканала Meydan TV по явно политически мотивированным основаниям. Мы призываем немедленно освободить их и положить конец этому преследованию». Об этом говорится в публикации в аккаунте организации на платформе X.
Women Press Freedom своей заявлении поддержал Meydan TV и всех журналистов в Азербайджане, которые продолжают рисковать своей безопасностью, чтобы сообщать правду. "Заставить замолчать прессу — это нападение на демократию", говориться заявлении WPF.
Посол Великобритании в Азербайджане Фергюс Олд также резко раскритиковал аресты: «Задержание журналистов Meydan TV по окончании климатической конференции COP29 — это пощечина демократическим правительствам», — написал он в своем официальном аккаунте X.

### Реакция Госдепартамента США
11 декабря 2024 года Государственный секретарь США Энтони Блинкен посвятил специальное заявление арестам активистов и журналистов в Азербайджане и призвал власти страны освободить их. Баку обвинил Блинкена в предвзятости, отвергнув претензии в подавлении гражданских свобод. В своем заявлении "Эскалация репрессий против гражданского общества и СМИ Азербайджана" Блинкен, в частности, упомянул Руфата Сафарова, Севиндж Вагифгызы, Азера Гасымлы, Фарида Мехрализаде, Бахтияра Гаджиева, недавно задержанных сотрудников Meydan TV "и многих других, арестованных за их работу в области прав человека". США призывают правительство Азербайджана немедленно освободить их, заявил Блинкен. "Соединенные Штаты глубоко обеспокоены не только этими задержаниями, но и усиливающимися репрессиями против гражданского общества и СМИ в Азербайджане", - подчеркивается в заявлении Государственного департамента США. МИД Азербайджана отреагировал на заявление Блинкена обвинив Госдеп США во вмешательстве во внутренние дела страны. Согласно заявлению ведомства, такое вмешательство продолжается "в течение последних четырех лет", и это время стало "потерянными годами для азербайджано-американских отношений".